# Forebank House

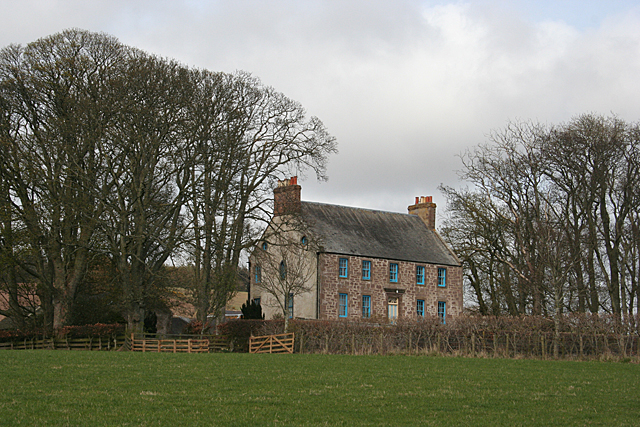
Forebank House

Forebank House ist eine Villa nahe der schottischen Ortschaft Marykirk in der Council Area Aberdeenshire. 1972 wurde das Bauwerk in die schottischen Denkmallisten in der höchsten Denkmalkategorie A aufgenommen.

## Beschreibung
Forebank House steht rund 1,5 Kilometer südöstlich der Ortschaft Marykirk ein kurzes Stück nördlich des linken Ufers des Flusses North Esk, welcher die Grenze zwischen Aberdeenshire und der benachbarten Council Area Angus markiert. Die Villa wurde im Jahre 1757 errichtet. Stilistisch weist sie Parallelen zur Architektur William Adams auf.
Die Fassaden des zweistöckigen, länglichen Bruchstein-Gebäudes sind teilweise gekalkt, wobei Einfassungen farblich abgesetzt sind. Seine nordexponierte Hauptfassade ist symmetrisch aufgebaut und fünf Achsen weit. Die zentrale Eingangstüre ist mit Kämpferfenster und Architrav ausgeführt. Ein schlichtes Gesims bekrönt sie. Die Giebelseiten sind im Obergeschoss mit ovalen Fenstern und jeweils zwei Ochsenaugen im Dachgeschoss ausgeführt. Die rückwärtige Fassade ist asymmetrisch aufgebaut. Neben Forebank House befinden sich die einstöckigen ehemaligen Stallungen. Auf den Pfeilern der Gartenumfriedung sitzen steinerne Kugeln.